# Frank Austin Gooch
Frank Austin Gooch, född den 2 maj 1852 i Watertown, Massachusetts, död den 12 augusti 1929 i New Haven, Connecticut, var en amerikansk kemist.
Gooch var från 1886 till 1918 Professor i kemi vid Yale University och hans forskning var inriktad på oorganisk och analytisk kemi.
1879 valdes han in i National Academy of Sciences och 1907 i American Philosophical Society.
Den av honom 1878 introducerade platinadegeln (senare vanligen av porslin) med asbestfilter kallas Goochdegel.